# Filip Fabricius
Filip Fabricius (Mikulov, 1570 – Praga, 18 ottobre 1632) è stato un nobile ceco.
Fu il segretario dei due governatori imperiali Jaroslav Bořita z Martinic e Vilém Slavata, nonché uno dei protagonisti della defenestrazione di Praga.
Nel 1618 infatti nel castello di Praga (anche detto castello di Hradčany) venne catturato da due rappresentanti dell'aristocrazia, galvanizzati dal conte Thurn, e scaraventato dalla finestra insieme a Jaroslav Bořita z martinic e Vilém Slavata. Questo atto scatenò la guerra dei trent'anni.